# 三橋淳 (テニス選手)
三橋 淳（みつはし じゅん、1989年6月1日 - ）は、イギリス出身、日本人の元男子プロテニス選手。右利き、バックハンド・ストロークは両手打ち。JTA日本国内ランキング自己最高位シングルス3位、ダブルス1位、ATPランキング自己最高位はシングルス295位、ダブルス217位。

## 来歴
イギリスで生まれ、カナダ及び、アメリカ合衆国で育ち、カンザス州のHeartland小学校卒業、Harmony中学校でESLを学び、日本に帰国し川崎市立王禅寺中学校へ入学。中学時代は2004年に全国中学生テニス選手権シングルス優勝。高校卒業後は2005年にTOYOTA、及びNISSINBOが主催する全国大会や全日本ジュニア選抜室内テニス選手権大会でシングルスの部とダブルスの部で優勝し、同年のジュニアデビスカップU-16大会に日本代表として出場し、前年大会では11位だった日本を5位入賞に押し上げた。2005年にはナイキが主催するナイキジュニア全国大会を優勝し、その後の世界大会に日本代表として出場、同年にNIKE JAPANと正式選手契約を結んだ。
2006年は全国高等学校総合体育大会テニス競技大会団体部門準優勝後、2007年にはヨネックスカップ第27回全日本ジュニア選抜室内テニス選手権大会を優勝し、17歳でプロに転向。17歳という若さでITF国際ポイントを勝ち取り、北日本物産と所属契約を結ぶ。
2008年は三橋にとって躍進の年となり、当時日本選手では珍しく、アジア中心の遠征ではなく南米やヨーロッパ中心に遠征を周り、ITF国際大会のシングルスで2大会優勝、2大会準優勝などの好成績を収めると、12月の日本の歴史的名門企業である井澤金属が主催する全国大会、イザワ・クリスマスオープン・テニストーナメントで優勝を果たした。これらの成績により国際ランキングも年初の1303位から年末には365位まで大きく上昇させ、有言実行しダンロップスポーツとプロ契約を結ぶ。その後、ITF国際ダブルス優勝やATP国際チャレンジャーなどで成績を残し、国内ランキングでシングルス3位、ダブルス1位と自己最高ランキングを更新。
2009年はダブルスで好成績を収め、8月のトルコフューチャーズ3連戦から柏フューチャーズまで4週連続優勝を果たすと、11月の慶應チャレンジャー国際テニストーナメント、ダンロップワールドチャレンジテニス国際トーナメントでも2週連続準優勝の成績を収め、同年の第8シードで出場した全日本テニス選手権シングルスの部でベスト4と結果を残す。その後、世界最大の一般消費財メーカーＰ＆Ｇジャパンが主催する若手スポーツ選手を表彰し、応援する「ジレット　フューチャー　チャンピオン」 佐藤由規選手（東京ヤクルトスワローズ）、吉田麻也選手（名古屋グランパス）や多くのアスリートの中から三橋淳選手（北日本物産）が最優秀選手に選ばれた。イベントには同社のシェーバー「ジレット」のCMキャラクター、大リーグ・レッドソックスの松坂大輔選手が登場し、プレゼンターを務めた。（アサヒ・コム編集部）同年5月には雑誌TARZANのHere Comes Tarzan!に特集された。
2014年12月のトルコのツアー以後は試合には出場しておらず、2015年度は国際テニス連盟、国際プロテニス協会、及び日本テニス協会のプロ登録、及び更新を行っていない。
2015年11月に南アフリカ、12月にナイジェリアのフューチャーズ大会に出場していた選手に八百長を持ちかけ、また同時期に大手ブックメーカーを通してテニスの試合に70回以上に及ぶ賭けに参加し、テニス·インテグリティ·ユニット(TIU)からの調査への協力要請を拒否したとして、2017年5月16日にテニス·インテグリティ·ユニット(TIU)から永久資格停止と罰金5万ドル（約565万円）の処分を受けた。